# Mastrus silbernageli
Mastrus silbernageli là một loài tò vò trong họ Ichneumonidae.